# 航海科
航海科（こうかいか）は、航海などの基本的な知識と技術を修得させる学科。水産科の専門科目のうち、「航海」、「乗船実習」、「運用」、「海事法規」などを中心に学習し、船員の基礎基本を学ぶ。
船舶職員及び小型船舶操縦者法等の法律に基づき、4級海技士の受験資格等が取得できる。